# Futebol de areia nos Jogos Sul-Americanos de Praia de 2009
O futebol de areia nos Jogos Sul-Americanos de Praia de 2009 foi disputado na Praia de Pocitos, em Montevidéu, no Uruguai. A competição, que ocorreu de 7 a 11 de dezembro de 2009, reuniu seleções de sete países e teve como campeão o Brasil.

## Primeira fase
A fase inicial do torneio foi disputada em dois grupos, com quatro equipes no primeiro e três no segundo. Classificaram-se para as semifinais os dois primeiros colocados de cada grupo.

### Grupo A
| Pos | Seleção     | Pts | J | V | V+ | D | GM | GS | +/- |
| --- | ----------- | --- | - | - | -- | - | -- | -- | --- |
| 1º  | Uruguai     | 9   | 3 | 3 | 0  | 0 | 17 | 5  | +12 |
| 2º' | 0 Colômbia  | 3   | 3 | 1 | 0  | 2 | 9  | 11 | -2  |
| 3º  | Equador     | 3   | 3 | 1 | 0  | 2 | 7  | 12 | -5  |
| 0   | 0 Venezuela | 3   | 3 | 1 | 0  | 2 | 7  | 12 | -5  |

Todas as partidas seguem o fuso horário local (UTC-2).
| 7 de dezembro | Colômbia          | 5 – 2 | Equador | Praia de Pocitos, Montevidéu |
| 18:15         | Anaya · ? · ? · ? |       | ? · ?   |                              |

| 7 de dezembro | Uruguai | 6 – 2 | Venezuela | Praia de Pocitos, Montevidéu |
| 19:30         |         |       |           |                              |

| 8 de dezembro | Equador | 3 – 1 | Venezuela | Praia de Pocitos, Montevidéu |
| 18:15         |         |       |           |                              |

| 8 de dezembro | Uruguai   | 5 – 1 | Colômbia | Praia de Pocitos, Montevidéu |
| 19:30         | Ricar · ? |       | Garavito |                              |

| 9 de dezembro | Colômbia  | 3 – 4 | Venezuela         | Praia de Pocitos, Montevidéu |
| 18:15         | ? · ? · ? |       | ? · ? · ? · Pérez |                              |

| 9 de dezembro | Uruguai | 6 – 2 | Equador | Praia de Pocitos, Montevidéu |
| 19:30         |         |       |         |                              |

### Grupo B
| Pos | Seleção     | Pts | J | V | V+ | D | GM | GS | +/- |
| --- | ----------- | --- | - | - | -- | - | -- | -- | --- |
| 1º  | Brasil      | 6   | 2 | 2 | 0  | 0 | 18 | 0  | +18 |
| 2º  | 0 Argentina | 3   | 2 | 1 | 0  | 1 | 6  | 14 | -8  |
| 3º  | 0 Paraguai  | 0   | 2 | 0 | 0  | 2 | 5  | 15 | -10 |

Todas as partidas seguem o fuso horário local (UTC-2).
| 7 de dezembro | Brasil                                                        | 9 – 0 | Paraguai | Praia de Pocitos, Montevidéu |
| 17:00         | Sidney · Betinho · Buru · André · Dino · Bueno · Daniel Souza |       |          |                              |

| 8 de dezembro | Argentina                                  | 6 – 5 | Paraguai                          | Praia de Pocitos, Montevidéu |
| 17:00         | Vivas · Leguizamón · Galván · Franceschini |       | Bulquin (P) · Mereles · Melgarejo |                              |

| 9 de dezembro | Argentina | 0 – 9 | Brasil                                                           | Praia de Pocitos, Montevidéu |
| 17:00         |           |       | Buru · André · Sidney · Benjamin · Dino · Betinho · Daniel Souza |                              |

## Fase final

### Semifinais
| 10 de dezembro | Brasil                                            | 15 – 0 | Colômbia | Praia de Pocitos, Montevidéu |
| 13:00          | Sidney · André · Betinho · Benjamin · Dino · Buru |        |          |                              |

| 10 de dezembro | Uruguai | 4 – 5 | Argentina | Praia de Pocitos, Montevidéu |
| 14:15          |         |       |           |                              |

### Disputa do terceiro lugar
| 11 de dezembro | Uruguai | 9 – 3 | Colômbia | Praia de Pocitos, Montevidéu |
| 11:45          |         |       |          |                              |

### Final
| 11 de dezembro | Brasil                               | 7 – 4 | Argentina           | Praia de Pocitos, Montevidéu |
| 13:00          | Buru · Sidney · André · Dino · Bueno |       | Leguizamón · Galván |                              |

## Artilheiros
- Ricar (12 gols)
- Sidney (9 gols)